# Kim Su-Ji (curling)
Kim Su-Ji (Sokcho, 27 de agosto de 1993) es una deportista surcoreana que compite en curling.
Ganó una medalla de bronce en el Campeonato Mundial de Curling Femenino de 2024 y dos medallas en el Campeonato Pan Continental de Curling, en los años 2023 y 2024.

## Palmarés internacional
| Campeonato Mundial         | Campeonato Mundial | Campeonato Mundial | Campeonato Mundial |
| Año                        | Lugar              | Medalla            | Prueba             |
| -------------------------- | ------------------ | ------------------ | ------------------ |
| 2024                       | Sydney (Canadá)    | Medalla de bronce  | Equipo             |
| Campeonato Pan Continental |                    |                    |                    |
| Año                        | Lugar              | Medalla            | Prueba             |
| 2023                       | Kelowna (Canadá)   | Medalla de oro     | Equipo             |
| 2024                       | Lacombe (Canadá)   | Medalla de plata   | Equipo             |